# Alberto Franchetti

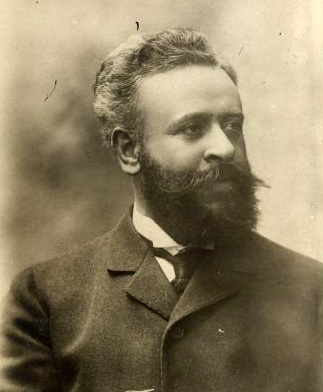
Alberto Franchetti. (Fotografía de Giovanni Artico, ca 1906)

Alberto Franchetti (Turín, 18 de septiembre de 1860 - Viareggio, 4 de agosto de 1942) fue un compositor italiano de ópera, perteneciente a la escuela verista y exponente también de la Giovane Scuola (Escuela de Jóvenes).
Franchetti tenía inicialmente los derechos de Tosca, drama de Victorien Sardou, que luego vendió a Giacomo Puccini.

## Biografía
Alberto Franchetti nació en Turín, hijo del barón Raimondo Franchetti, un judío noble de ideas liberales. Estudió primero en Venecia, luego en Dresde (con Felix Draeseke) y finalmente en el Conservatorio de Múnich (con Josef Rheinberger). Su primer gran éxito se produjo en 1888 con su ópera Asrael. Su estilo lírico combina el wagnerianismo y meyerbeerismo con el verismo italiano. Durante su vida, los críticos a veces se refierían a él como el «Meyerbeer de la Italia moderna».
Las palabras del crítico musical G. B. Nappi resumen los primeros talentos de Franchetti:

Su carácter es quizás inadecuado para los dramas apasionados, más aún para estos temas, donde se requiere épica, fantasía y romanticismo en la textura sinfónica y grandes imágenes corales En este sentido, Alberto Franchetti sabe que no tiene rival.
His character is perhaps unsuitable for passionate dramas, but rather for those subjects, where the fantastic, romantic and epic are required in the symphonic texture and large choral pictures. In this regard Alberto Franchetti knows that he has no rival.
G. B. Nappi, del Orfeo 6.3, 1915

El Grove señala que la obra Cristoforo Colombo (1892) es el mejor trabajo de Franchetti. Sin embargo, su ópera más popular fue Germania (1902, con libreto de Luigi Illica). Se aferró al repertorio general operístico hasta la Primera Guerra Mundial; se presentó en todo el mundo y Arturo Toscanini (que dirigió las funciones en La Scala) y Enrico Caruso la tuvieron en alta consideración. Caruso incluyó algunas de sus arias en su primera sesión de grabación comercial en 1902 y repitió una pieza al año siguiente para la empresa Zonophone, y dos piezas con orquesta en 1910, cuando apareció una reposición de la obra en Nueva York. Pero con la guerra, Germania cayo en el olvido. El director y musicólogo Mosco Carner señala que el libreto de Illica para La bohème , o al menos el esbozo de un libreto, se le ofreció primero a Franchetti que, demasiado ocupado con otros proyectos, se lo pasó a su amigo Puccini.
Entre las razones para la caída en el olvido de Franchetti se menciona el hecho de que después de la promulgación de las leyes raciales de 1938, que en gran medida marginaba a la población judía de Italia, se prohibió la programación de las obras de Franchetti. Esto fue a pesar de una petición de tolerancia para él de Pietro Mascagni a Benito Mussolini, que fue rechazada, justo antes de la muerte de Franchetti.
Reposiciones y grabaciones recientes de Cristoforo Colombo y Germania (Opera de Berlín 2006-07) muestran que su obra tiene verdadera calidad, con una fina habilidad para la orquestación y el uso del coro, en estilo sinfónico. Estas características, junto con una desafortunada tendencia para los personajes ambiguos, fueron reconocidas tempranamente.
También escribió una sinfonía en mi menor. Murió en Viareggio en 1942, a la edad de 81 años.
Su hijo Arnold Franchetti (1911-93) se convirtió en un compositor de éxito después de emigrar a los Estados Unidos en 1949. Antes de ir a los EE. UU., estudió física en la Universidad de Florencia, música en el Mozarteum de Salzburgo, y luego se trasladó a Múnich, donde estudió composición y orquestación con Richard Strauss durante tres años. Fue miembro de la resistencia italiana en la Segunda Guerra Mundial desde 1946 hasta 1948. Arnold Franchetti fue profesor de Composición en la Escuela de Música Hartt, en la Universidad de Hartford, Connecticut, desde 1950 hasta su jubilación en 1979.
Otro de sus hijos, Raimondo Franchetti, fue un conocido explorador de África Oriental.

## Óperas
- 1888 — Asrael, «leggenda» en 4 actos con libreto de Ferdinando Fontana (primera representación en el Teatro Municipal de Reggio Emilia el 11 de febrero de 1888);
- 1892 — Cristoforo Colombo, «dramma lirico» en 4 actos y un epílogo con libreto de Luigi Illica (primera representación en el Teatro Carlo Felice de Génova, 6 de octubre de 1892, estrenada para conmemorar el IV centenario del Descubrimiento de América. Hay una versión revisada en 3 actos y un epílogo (Teatro de La Scala de Milán, 17 de enero de 1923);
- 1894 — Fior d'Alpe, ópera en 3 actos con libreto de Leo de Castelnuovo (seudónimo de Leopoldo Pullè) (primera representación en el Teatro de La Scala de Milán, 5 de marzo de 1894);
- 1897 — Il signor di Pourceaugnac, ópera cómica en 3 actos con libreto de Ferdinando Fontana según Molière (primera representación en el Teatro de La Scala de Milán, 10 de abril de 1897);
- 1902 — Germania, «dramma lirico» en un prólogo, 2 actos y un epílogo con libreto de Luigi Illica (primera representación en el Teatro de La Scala de Milán, 17 de marzo de 1902) (incluye el aria de tenor Studenti! Udite);
- 1906 — La figlia di Iorio, tragedia pastoral en 3 actos con libreto de Gabriele D'Annunzio (primera representación en el Teatro de La Scala de Milán, 19 de marzo de 1906);
- 1915 — Notte di leggenda, tragedia lírica en un acto con libreto de Giovacchino Forzano (primera representación en el Teatro de La Scala de Milán, 14 de enero de 1915);
- 1921 — Giove a Pompei, comedia musical en 3 actos en colaboración con Umberto Giordano, libreto de Luigi Illica y Ettore Romagnoli (primera representación en el Teatro Parioli de Roma, 5 de julio de 1921);
- 1922 — Glauco, ópera en 3 actos con libreto de Giovacchino Forzano (primera representación en el Teatro San Carlo de Nápoles, 8 de abril de 1922);
- 1930 — Fiori del Brabante;

Además ha dejado algunas obras inacabadas: Zoroastro (con libreto de Fontana, ca. 1890); Il finto paggio (libreto de Forzano, 1924); Il gonfaloniere (libreto de Forzano, 1927); Don Napoleone (probablemente identificada con Il gonfaloniere).